# Генадије Ватопедски
Преподобни Генадије Ватопедски или Генадије Атонски  је православни мохах и светитељ.
У време када је био на дохијарској (економској) дужности у манастиру Ватопед, десила се толика оскудица, да је манастир остао са залихом од једне једине посуде уља. Желећи да сачува те последње капи за кандила у цркви, преподобни Генадије почео је закидати од братије. Уздајући се међутим на помоћ од Богородице, којој је овај свети манастир и посвећен, игуман манастира му је заповедио да слободно даје уље братији, а Генадије га је послушао, мислећи да ће уље брзо нестати. Сишавши једнога јутра у манастирски подрум са мишљу да је залиха већ потрошена, на своје велико изненађење преподобни Генадије је затекао ћуп препун уља. Толико је уља било, да се преливало преко обода и обилато точило и цурило испод подрумских врата. То чудо приписано је Пресветој Богородици, којој је манастир и посвећен и њеној икони, која је стајала поред посуде. 
Православна црква прославља светог Генадија 17.новембра (30.новембра).